# Copa de Campeones de División de Honor Juvenil
La Copa de Campeones de División de Honor Juvenil es el principal campeonato de clubes de fútbol juveniles de España, por encima del sistema de ligas juveniles. Se disputa anualmente bajo la organización de la Real Federación Española de Fútbol (RFEF), tomando parte los campeones de los distintos grupos territoriales de la liga de División de Honor Juvenil.
Creada en la temporada 1994-95 tras una reestructuración de la RFEF de dicha categoría, es desde entonces la que designa al mejor club juvenil nacional de la temporada —sustituyendo en la denominación a la Liga de Honor Sub-19, otrora Superliga Juvenil, quien lo hacía desde su nacimiento en la temporada 1986-87—.
El vigente campeón de la competición es el Real Betis Balompié.

## Sistema de competición
El reglamento de la Real Federación Española de Fútbol, establece que la licencia de categoría juvenil, corresponde a los futbolistas con edades de 17, 18 y 19 años, a 31 de diciembre del año en que se inicia la competición.
La Copa de Campeones se disputa anualmente en una sede designada como terreno neutral. Toman parte en la competición ocho equipos: los siete campeones de cada grupo de la División de Honor Juvenil, así como el subcampeón con más puntos.
Desde la temporada 2011/12 la Copa de Campeones se disputa por un sistema de eliminación directa, con tres rondas eliminatorias: cuartos de final, semifinal y final.

## Historia

### Antecedentes
La primera liga juvenil entre clubes de España fue creada por la Real Federación Española de Fútbol (RFEF) la temporada 1976-77, con el nombre de Liga Nacional Juvenil. Participaban, inicialmente, 96 equipos, repartidos por criterios de proximidad geográfica en ocho grupos, habiendo pues otros tantos campeones de liga. Una vez finalizada la liga, los mejores clasificados de cada grupo tomaban parte en el Campeonato de España Juvenil (actual Copa del Rey), competición creada en 1951 y que por entonces era el único torneo de ámbito nacional disputado por clubes juveniles en España.
La temporada 1986-87 la RFEF introdujo una nueva categoría superior a la Liga Nacional Juvenil, la llamada Superliga Juvenil, formada por un grupo único con los 16 mejores equipos juveniles del país, a imagen y semejanza de la Primera División del fútbol profesional. Los equipos juveniles fundacionales fueron: Fútbol Club Barcelona, Real Club Deportivo Español, Club de Fútbol Damm, Real Racing Club de Santander, Unión Deportiva Las Palmas, Levante Unión Deportiva, Sevilla Fútbol Club, Cádiz Club de Fútbol, Athletic Club, Real Betis Balompié, Real Murcia Club de Fútbol, Real Sociedad de Fútbol, Real Valladolid Club de Fútbol, Club Atlético Osasuna, Kelme Club de Fútbol y el Real Madrid Club de Fútbol, que fue el primer campeón. 
En la temporada 1990-91 la Superliga Juvenil fue renombrada como  Liga de Honor Sub-19, permitiendo a los clubes la alineación de futbolistas de hasta esta edad, que hasta entonces estaba restringida a cuatro jugadores por plantilla. Al mismo tiempo, se creó una nueva categoría intermedia entre la Liga de Honor sub-19 y la Liga Nacional Juvenil, bautizada como División de Honor Juvenil y dividida en seis grupos territoriales siendo actualmente la que da acceso a disputar la Copa de Campeones.

### La Copa de Campeones
En la temporada 1990-91 la Superliga Juvenil fue renombrada como  Liga de Honor Sub-19, permitiendo a los clubes la alineación de futbolistas de hasta esta edad, que hasta entonces estaba restringida a cuatro jugadores por plantilla. Al mismo tiempo, se creó una nueva categoría intermedia entre la Liga de Honor sub-19 y la Liga Nacional Juvenil, bautizada como División de Honor Juvenil y dividida en seis grupos territoriales.
Las exigencias económicas que suponía la disputa de la Liga de Honor sub-19 provocó, a mediados de los años 1990, a la retirada de varios de los principales clubes, como el Real Madrid C. F. o el R. C. D. Español. 
Ante esta situación, la temporada 1994-95 la Real Federación Española de Fútbol (RFEF) llevó a cabo una importante reestructuración: se eliminó la Liga sub-19, de modo que la División de Honor, que hasta entonces era la segunda división, se convirtió en la máxima categoría que designaba al mejor equipo juvenil de España. Desde su instauración ha habido doce campeones distintos en veintiún ediciones, siendo el Real Madrid C. F. el primer campeón y el más laureado de la competición con seis entorchados.
Al estar la División de Honor dividida en seis grupos territoriales, se estableció que los campeones de cada liga disputasen una fase final en terreno neutral, bautizada como Copa de Campeones, para determinar al campeón nacional. Originalmente, la Copa de Campeones se disputaba en dos fases: una liguilla, con dos grupos de tres equipos cada uno, y una final entre los dos primeros clasificados de cada grupo.
La temporada 2006/07 la RFEF amplió la División de Honor de seis a siete grupos, creando un grupo propio para los clubes de la Comunidad Valenciana. De este modo, se amplió también la Copa de Campeones a siete participantes.
La temporada 2011/12 la RFEF llevó a cabo una nueva reestructuración de la Copa de Campeones: se amplió de siete a ocho el número de equipos participantes —dando cabida al subcampeón de la División de Honor con más puntos— y se modificó el formato de competición, reemplazando las liguillas por las eliminatorias directas.

## Historial
A continuación se listan los campeones juveniles de dicha competición. Para un detalle de todos los vencedores absolutos véase Sistema de ligas juveniles de España.
| Edición           | Temporada         | Campeón                                       | Resultado                                     | Subcampeón                                    | Sede Final                                    |
| Copa de Campeones | Copa de Campeones | Copa de Campeones                             | Copa de Campeones                             | Copa de Campeones                             | Copa de Campeones                             |
| ----------------- | ----------------- | --------------------------------------------- | --------------------------------------------- | --------------------------------------------- | --------------------------------------------- |
| I                 | 1994-95           | Real Madrid C. F.                             | 4 - 1                                         | Sevilla F. C.                                 |                                               |
| II                | 1995-96           | R. C. D. de La Coruña                         | 2 - 1                                         | Real Madrid C. F.                             |                                               |
| III               | 1996-97           | Real Madrid C. F.                             | 2 - 0                                         | Sevilla F. C.                                 |                                               |
| IV                | 1997-98           | Real Sociedad                                 | 2 - 1                                         | Valencia C. F.                                |                                               |
| V                 | 1998-99           | Real Sociedad                                 | 0 - 0 (4 - 3 pen.)                            | Sevilla F. C.                                 |                                               |
| VI                | 1999-00           | Real Madrid C. F.                             | 4 - 2                                         | F. C. Barcelona                               |                                               |
| VII               | 2000-01           | C. A. Osasuna                                 | 1 - 0                                         | Atlético de Madrid                            |                                               |
| VIII              | 2001-02           | Atlético de Madrid                            | 3 - 0                                         | Real Zaragoza                                 | Estadio de La Romareda, Zaragoza              |
| IX                | 2002-03           | Málaga C. F.                                  | 2 - 0                                         | R. C. D. Espanyol                             |                                               |
| X                 | 2003-04           | Sporting de Gijón                             | 0 - 0 (4 - 1 pen.)                            | R. C. D. Espanyol                             |                                               |
| XI                | 2004-05           | F. C. Barcelona                               | 3 - 1                                         | Sporting de Gijón                             |                                               |
| XII               | 2005-06           | Real Madrid C. F.                             | 1 - 0                                         | Real Valladolid                               | Estadio Reino de León, León                   |
| XIII              | 2006-07           | Valencia C. F.                                | 3 - 1                                         | Real Madrid C. F.                             |                                               |
| XIV               | 2007-08           | R. C. D. Espanyol                             | 2 - 1                                         | Villarreal C. F.                              |                                               |
| XV                | 2008-09           | F. C. Barcelona                               | 2 - 0                                         | R. C. Celta de Vigo                           |                                               |
| XVI               | 2009-10           | Real Madrid C. F.                             | 3 - 1                                         | Valencia C. F.                                |                                               |
| XVII              | 2010-11           | F. C. Barcelona                               | 3 - 1                                         | Real Madrid C. F.                             |                                               |
| XVIII             | 2011-12           | Sevilla F. C.                                 | 1 - 0                                         | R. C. D. Espanyol                             | Estadio Ciudad de Lepe, Lepe                  |
| XIX               | 2012-13           | Sevilla F. C.                                 | 3 - 2                                         | R. C. Celta de Vigo                           | Estadio de Balaídos, Vigo                     |
| XX                | 2013-14           | Real Madrid C. F.                             | 1 - 1 (7 - 6 pen.)                            | Real Sociedad                                 | Estadio Municipal de Las Viñas, Vera          |
| XXI               | 2014-15           | Villarreal C. F.                              | 3 - 2                                         | R. C. D. Espanyol                             | Estadio Municipal Francisco Bonet, Almuñécar  |
| XXII              | 2015-16           | Málaga C. F.                                  | 1 - 1 (3 - 0 pen.)                            | Sevilla F. C.                                 | Estadio Municipal de Las Viñas, Vera          |
| XXIII             | 2016-17           | Real Madrid C. F.                             | 1 - 0                                         | Málaga C. F.                                  | Estadio de O Couto, Orense                    |
| XXIV              | 2017-18           | Atlético de Madrid                            | 3 - 1                                         | Sporting de Gijón                             | Estadio Rey Juan Carlos I, Ciudad Real        |
| XXV               | 2018-19           | Real Zaragoza                                 | 0 - 0 (7 - 6 pen.)                            | Villarreal C. F .                             | Estadio de Balaídos, Vigo                     |
| --                | 2019-20           | Edición cancelada por la pandemia de COVID-19 | Edición cancelada por la pandemia de COVID-19 | Edición cancelada por la pandemia de COVID-19 | Edición cancelada por la pandemia de COVID-19 |
| XXVI              | 2020-21           | R. C. D. de La Coruña                         | 3 - 1                                         | F. C. Barcelona                               | Marbella Football Center, Marbella            |
| XXVII             | 2021-22           | F. C. Barcelona                               | 2 - 0                                         | Athletic Club                                 | Ciudad del Fútbol, Las Rozas                  |
| XXVIII            | 2022-23           | Real Madrid C. F.                             | 3 - 1                                         | Real Betis Balompié                           | Ciudad del Fútbol, Las Rozas                  |
| XXIX              | 2023-24           | Atlético de Madrid                            | 1 - 0                                         | Real Betis Balompié                           | Estadio Enrique López Cuenca, Nerja           |
| XXX               | 2024-25           | Real Betis Balompié                           | 3 - 1                                         | Valencia C. F.                                | Estadio El Toralín, Ponferrada                |

* La temporada 2019/20 finalizó anticipadamente (jornada 25) debido a la pandemia provocada por el coronavirus el mismo año. La RFEF declaró en un comunicado oficial que el primer clasificado de cada grupo fuese el campeón del mismo y que no se disputarían la Copa del Rey de Juveniles ni la Copa de Campeones.

## Palmarés
El trofeo que se entrega al club campeón de este torneo, es el mismo que se entrega en el Campeonato Nacional de Liga de Primera División, pero de menor tamaño. El trofeo queda en propiedad de un club, si lo gana tres veces de forma consecutiva o cinco de forma alterna. Trece campeones entre dieciséis participantes en las finales es el balance desde sus orígenes.
| Equipo                | Títulos | Subc. | Años de los campeonatos                                                |
| --------------------- | ------- | ----- | ---------------------------------------------------------------------- |
| Real Madrid C. F.     | 8       | 3     | 1994-95, 1996-97, 1999-00, 2005-06, 2009-10, 2013-14, 2016-17, 2022-23 |
| F. C. Barcelona       | 4       | 2     | 2004-05, 2008-09, 2010-11, 2021-22                                     |
| Atlético de Madrid    | 3       | 1     | 2001-02, 2017-18, 2023-24                                              |
| Sevilla F. C.         | 2       | 4     | 2011-12, 2012-13                                                       |
| Real Sociedad         | 2       | 1     | 1997-98, 1998-99                                                       |
| Málaga C. F.          | 2       | 1     | 2002-03, 2015-16                                                       |
| R. C. D. de La Coruña | 2       | –     | 1995-96, 2020-21                                                       |
| R. C. D. Español      | 1       | 4     | 2007-08                                                                |
| Valencia C. F.        | 1       | 3     | 2006-07                                                                |
| Sporting de Gijón     | 1       | 2     | 2003-04                                                                |
| Villarreal C. F.      | 1       | 2     | 2014-15                                                                |
| Real Betis Balompié   | 1       | 2     | 2024-25                                                                |
| Real Zaragoza         | 1       | 1     | 2018-19                                                                |
| C. A. Osasuna         | 1       | –     | 2000-01                                                                |
| R. C. Celta de Vigo   | –       | 2     |                                                                        |
| Real Valladolid       | –       | 1     |                                                                        |
| Athletic Club         | –       | 1     |                                                                        |